# Jurij Vasiljevič Jakovlev
Jurij Vasiljevič Jakovlev (Ю́рий Васи́льевич Я́ковлев, 25. dubna 1928 Moskva – 30. listopadu 2013 Moskva) byl sovětský a ruský herec, působící v divadle, filmu a dabingu. Patřil k nejpopulárnějším ruským hercům své generace a získal řadu ocenění, například tituly Národní umělec SSSR (1976), laureát Státní ceny RSFSR K. S. Stanislavského (1970), nositel Státní ceny SSSR (1979), Státní ceny Ruska (1995) a Ceny prezidenta Ruska (2004).
Celkem hrál více než sto rolí v divadle a kině. Mistr jak komických (Husarská balada, Ivan Vasiljevič mění profesi, Ironie osudu aneb Rozhodně správná koupel!, Kin-dza-dza), tak dramatických žánrů (Idiot, Nebezpečný obrat, Pozemská láska). Byl předním umělcem Vachtaganova divadla.